# Čičerika
 Číčerka ali čičerika (znanstveno ime  Cicer arietinum) je stročnica iz družine metuljnic (Fabaceae), reda Faboideae. Njeni plodovi so bogati z beljakovinami. Je ena od najstarejših stročnic; na Bližnjem vzhodu so našli ostanke čičerike, stare 7500 let.

## Etimologija in izrazje
Izvor imena čičerika izhaja iz latinskega imena cicer od koder izvira tudi ime Cicero. Francoski jezik je izraz povzel, kot chiche, proti koncu 14. stoletja je izraz povzel še angleški jezik kot ciche pease. V sredini 18. stoletja se je v Oxfordovem slovarju angleškega jezika Oxford English Dictionary pojavil izraz chick-pea, ki se je obdržal do danes. Izraz garbanzo, ki se za čičeriko uporablja v španščini, izvira, po navedbah Oxfordovega slovarja angleškega jezika, iz stare baskovske besede garbantzu, kar je sestavljanka iz garau = seme in antzu = suho.
Slovar slovenskega knjižnega jezika navaja le obliko čičerka: čičerka, číčerka  -e ž (ȋ) bot. kulturna ali divja rastlina s kratkimi napihnjenimi stroki ali njeni sadovi, v Pravopisu pa se pojavita obe obliki, čičerika in čičerka. V obeh virih se pojavlja tudi sopomenka cízara.
Čičerika je v svetu znana pod različnimi imeni (nem.: Kichererbse, angl.: chickpea ali garbanzo bean, tudi cecci bean, channa in Bengal gram, it.: ceci, hr.: slanutak ali leblebija).

## Zgodovina
Dokaze o gojenju čičerike so našli v zgodnjem neolitskem obdobju na zahodnem bregu reke Jordan in v južnem delu današnje Turčije ob vznožju gorovja Taurus, v poznem neolotiku pa v keramičnih posodah tako v Turčiji kot v Grčiji. Na nahajališču v južni Franciji, jami pri L'Abeuradorju, pa so ostanke čičerike našli iz dobe mezolitika.
V bronasti dobi so čičeriko poznali na območju današnje Italije in Grčije, kjer je so jo poznali pod izrazom erébinthos. Jedli so jo kot osnovno živilo, surovo ali kot sladico. Tudi Rimljani so jo uporabljali na različne načine, kot juho ali pečeno. Ohranjeni so stari recepti rimskega gurmana Apiciusa. Iz Bližnjega vzhoda se je čičerika po Svilni cesti razširila v azijske dežele.
Čičeriko omenja Karel Veliki v svoji knjigi »Capitulare de villis« pod izrazom cicer italicus kot vrtnino, ki  jo pridelujejo na vsaki kraljevi posesti, imperial demesne. Albertus Magnus, svetnik in eden največjih nemških filozofov in teologov srednjega veka, je omenjal več vrst čičerike: rdečo, črno in belo. Nicolas Culpeper (1616–1654), angleški botanik in zdravnik,  v svojih zapisih navaja, da je čičerika bolj hranljiva in  povzroča manj vetrov kot fižol. V svojem delu »English Physitian« iz leta 1652 navaja, da čičerika pospešuje izločanje sperme in mleka, pospešuje menstruacijo ter izločanje seča in pomaga pri odpravi ledvičnih kamnov.
V zapisih nemškega pisca iz leta 1793 je pražena čičerika omenjena kot nadomestek za kavo. V ta namen so jo v času I. svetovne vojne  gojili v nekaterih predelih Nemčije. Praženo čičeriko se kot kavin nadomestek ponekod v Evropi omenja še danes.

## Opis
Rastlina čičerike zraste od 20 do 50 cm visoko in razvije majhne pahljačaste liste na obeh straneh stebla in do 2m globoke korenine. Ima bele cvetove z modrimi,  vijoličastimi ali roza žilami. Posamezna rastlina razvije en strok z dvema ali tremi zrni. Rastlina potrebuje za rast subtropsko ali tropsko podnebje z več kot 400 mm dežja na leto. Lahko raste tudi v zmernem pasu, vendar je plodov manj. Pomembna značilnost rastline je, da tla bogati z dušikom.

### Škodljivci
Na rastlino čičerike škodljivo vplivajo glive (vrste Ascochyta rabiei, rja Uromyces cineris-arietini in plesni Macrophomina phaseolina), žuželke (Callosobruchus ornatus) in listna muha (Atricornis phytomiza).

### Gojenje
Gojenje čičerike v zadnjem obdobju zelo narašča, posebej na območju Zahodne Azije, kjer se je pridelava močno povečala v zadnjih 30 letih. Indija je največji pridelovalec in tudi največji uvoznik čičerike.
| Mesto                                          | Država     | 2010       | 2011       |
| ---------------------------------------------- | ---------- | ---------- | ---------- |
| 1                                              | Indija     | 7.480.000  | 8.220.000  |
| 2                                              | Avstralija | 602.000    | 513.338    |
| 3                                              | Pakistan   | 561.500    | 496.000    |
| 4                                              | Turčija    | 530.634    | 487.477    |
| 5                                              | Mjanmar    | 441.493    | 473.102    |
| 6                                              | Etiopija   | 284.640    | 322,839    |
| 7                                              | Iran       | 267.768    | 290.243    |
| 8                                              | ZDA        | 87.952     | 99.881     |
| 9                                              | Kanada     | 128.300    | 90.800     |
| 10                                             | Mehika     | 131.895    | 72.143     |
| —                                              | Svet       | 10.897.040 | 11.497.054 |
| Vir: Organizacija ZN za prehrano in kmetijstvo |            |            |            |

V Sloveniji je gojenje zaenkrat omejeno na gojenje za osebno rabo, saj razmere niso dovolj sušne. Za kaljenje čičerike je potrebna temperatura zemlje vsaj 18 °C.
Rastlina je nizka, do pol metra visoka in grmičasta. Ker so grmi košati, je treba med vrstami pustiti vsaj pol metra prostora, v vrsti pa semena polagamo v razmikih 5–10 cm. Pred setvijo je priporočljivo seme čez noč namočiti. Rastlina zelo ozeleni in hitro prekrije tla, stroki pa se razvijejo že po treh mesecih, po štirih mesecih pa lahko oberemo suho, dozorelo zrnje.

### Genom čičerike
V okviru projekta ICRISAT je bilo razvrščenih 90 genotipov čičerikinega genoma, vključno z nekaj divjimi vrstami. Identificiranih je bilo več kot 28.000 genov in več milijonov genetskih označevalcev. Znanstveniki pričakujejo, da bodo te raziskave privedle do razvoja novih, izboljšanih vrst.

### Sorte
Razlikujemo tri glavne sorte čičerike:
- Sorta desi, znana tudi pod imenom bengal gram, je majna sorta, s temnejšimi zrni in grobim strokom. V glavnem jo pridelujejo v Indiji in na Indijskem polotoku ter Etiopiji, Mehiki in Iranu. Ta sorta je najbolj sorodna tisti, ki so jo našli na arheoloških najdiščih v Turčiji. Posebna temna podsorta desi, ki raste samo v italijanski Apuliji, se imenuje ceci neri, je večja in temnejša kot navadna sorta desi.
- Sorta bombaj je ravno tako temnejša, vendar večja kot desi. Ravno tako jo pridelujejo na Indijskem polotoku. Ima zelo visoko vsebnost vlaknin in posledično zelo nizek glikemični indeks, zato je zelo primerno živilo za sladkorne bolnike.[13]
- Ime sorte kabuli je povezano z mestom Kabul v Afganistanu. Gre za večjo in svetlejšo sorto z bolj gladkimi stroki. V glavnem jo gojijo v južnih delih Evrope, Severne Afrike , Južne Amerike in tudi na Indijskem polotoku, kamor je bil prinesena v 18. stoletju.[14]

### Hranilne vrednosti
Čičerika je lešnikom podobnega okusa in gladke strukture. Čičerika je zelo dober vir osnovnih hranil, železa, folne kisline, fosforja, beljakovin in vlaknin z nizko vsebnostjo kalorij in skoraj brez maščob. Lahko jo uživamo celo leto. Ravno tako je vir vlaknin, ki znižujejo ravni holesterola, poleg tega pa ima visoko vsebnost vlaknin, ki preprečujejo hiter prehod sladkorja v kri.
Poleg vsebnosti počasi razgradljivih ogljikovih hidratov, ki preprečujejo hiter prehod sladkorja v kri, pospešuje tvorbo železa in magnezija. Ima nizko vsebnost maščob, večina od njih je polinenasičenih. Vsebnost hranil pri v različnih sortah različna, posebej velja to za vsebnost vlaknin, ki je večja pri manjših, temnih sortah.
Čičerika ne vsebuje toksina, ki lahko prispeva k pojavu latirizma.
100 gramov zrele in kuhane čičerike vsebuje 164 kalorij; vsebuje 2,6 g maščob, od tega 0,27 g nasičenih, 7,6 g vlaknin, 8,9 g beljakovin in nekatera druga nujno potrebna hranila.

## Uporaba
Uporablja se za prehrano ljudi, zaradi visoke vsebnosti beljakovin pa čedalje bolj tudi v prehrani živali.
Suha zrna čičerike se kuhajo eno do dve uri, predhodno namočena v vodi za 12 do 24 ur pa le 30 minut. Ovoj čičerike se bolje razgradi, dokler je topel, kar je pomembno za pripravo nekaterih tradicionalnih jedi, na primer humusa..
Za prehrano ljudi se uporablja na zelo raznovrstne načine, v glavnem kuhana, redkeje pečena, uporablja se tudi kot moka. 
Pomembno mesto ima v kulinariki Indijskega polotoka, v Sredozemlju, posebej na Iberskem polotoku, v arabskih deželah, v Mehiki, na Filipinih.
Posebno mesto ima tudi v obredni prehrani Židov ob rojstvu dečkov.
- Tradicionalna jed Bližnjega vzhoda "Humus" z olivnim oljem in začimbami"
- Španska čičerika z zelišči "Potaje de garbanzos y collejas"
- Italijanska »Panissa" značilna za deželo Ligurijo
- Bangladeška sladica "Halua"
- Alžirska jed "Chakhchoukha"
- "Chana masala", priljubljena jed iz Padžaba v Indiji